# Саракина (планина в Централно Костурско)
 Тази статия е за планината западно от Костурското езеро.  За тази южно от езерото вижте Саракина (планина в Южно Костурско).  
Саракина, още Апоскепската планина или Света Троица (на гръцки: Σαρακήνα, Απόσκεπος или Αγία Τριάδα, катаревуса: Αγία Τριάς), е ниска планина в Костурско, Западна Македония, Гърция.

## Описание
Планината е разположена в централната част на Костурско, над западния бряг на Костурското езеро и град Костур, които са на 620 m надморска височина. Саракина е дълга и тясна планина, ориентирана северозапад-югоизток, част от Вич, от която на север е отделена на височина 940 m от Апоскепската река, течаща на югоизток към езерото и река Люта, течаща на северозапад към Бистрица (Рулската река). На запад, югозапад и юг достига до река Бистрица и пролома Берик. В северното подножие е село Апоскеп (Апоскепос), в южното са Сливени (Коромилия), Жупанища (Ано Левки), Орман (Като Левки) и Ново Жупанища (Неа Левки). През седловина при село Маняк (Маняки) граничи с Черната планина (Мавро Вуно).
На картата на Кондогонис (1910 г.) се споменава с името Саракина, име, споменато от пътешественика Франсоа Пуквил през 1806 година. На картата на австро-унгарския генерален щаб планината е под името Саракина (Sarakina). На картите на Гръцката военна географска служба от 1934 и 1945 година връхът е посочен като Апоскеп (Απόσκεπος). На следващите карти на Военната географска служба (ВГС) е Агия Триас (Αγία Τριάς). Картите на Националната статистическа служба на Гърция (НСС) от 1963 и 1983 година е споменат като Апоскеп (Απόσκεπος). Върхът е с височина 1384 m, като старите карти дават 1387 m.
Скалите на планината са варовикови. Костурското езеро е включено в мрежата на защитените зони „Натура 2000“ и е определена като важна зона за птиците.
Изкачването на върха може да се извърши от точка на пътя (940 m) малко северно от село Апоскеп (Апоскепос) на 880 m или от Жупанища (Ано Левки) на 700 m за около 2,30 часа.
| Име        | Име             | Височина | Местоположение                                                              |
| ---------- | --------------- | -------- | --------------------------------------------------------------------------- |
| Апоскеп    | Απόσκεπος       | 1384 m   | на главното било, най-северозападният от трите главни върха                 |
| Бигла      | Βίγλα, Ψαλίδα   | 1100 m   | на главното било, най-югоизточният от трите главни върха, над Костур        |
| Малос      | Μάλος           | 973 m    | в югозападната част на планината, източно над Сливени (Коромилия)           |
| Свети Илия | Προφήτης Ηλίας  |          | в югозападната част на планината, източно над Сливени (Коромилия)           |
| Селица     | Σέλιτσα, Πευκών | 1171 m   | югозападно над Апоскеп (Апоскепос), източно от главния връх Апоскеп         |
| Скерса     | Σκέρσα          | 970 m    | в най-северната част на планината, над Бистрица (Рулската река) и река Люта |
| Ухи        | Ούχι, Όχι       | 1230 m   | на главното било, централният от трите главни върха                         |